# Teatro estivo Il Boschetto
Il Teatro estivo Il Boschetto è un'arena estiva per attività teatrali di Firenze.

## Storia e descrizione
Il Centro Ricreativo Culturale Il Boschetto, con sede negli spazi immediatamente adiacenti all'ingresso monumentale della Villa Strozzi al Boschetto progettato dal Poggi, è stato fondato come libera associazione nel 1947 nell'ambito della parrocchia di San Pietro a Monticelli. Fra le attività volte all'aggregazione sociale in questa importante area dell'Oltrarno, oltre a quelle più tradizionalmente ricreativo-sociali (feste, attività benefiche) o sportive vi sono anche quelle culturali legate al cinema e al teatro.
L'attività teatrale, iniziata all'inizio degli anni '80 e legata a una programmazione estiva incentrata su spettacoli di prosa, sia di genere vernacolare e amatoriale che di repertorio classico e di nuove produzioni, è affidata al Centro Teatrale Il Boschetto che ha fra le sue finalità "lo sviluppo e la diffusione della cultura teatrale, particolarmente attraverso produzioni, rappresentazioni, dibattiti, conferenze, pubblicazioni e manifestazioni similari".
Lo spazio utilizzato era uno dei pochi esempi di arena estiva per spettacoli teatrali a Firenze: Era in pianta rettangolare, con poltroncine metalliche in linea e palcoscenico con piano in legno su struttura in tubi Innocenti, esso costituiva fino al 2007 un apprezzato appuntamento per la vita culturale estiva del quartiere e non solo. Attualmente il palcoscenico non esiste più: è stato smontato nel luglio 2011.
Negli ultimi anni persone di spicco, come il noto imprenditore Riccardo F, stanno cercando di riproporre in via del tutto eccezionale nuovi spettacoli rappresentanti la noiosa vita tipica del luogo.
Noti scrittori come Cosmo Sciaputo hanno descritto il teatro come "Fonte di una fresca ispirazione". Altre note figure come il cabarettista Gionni hanno stanziato fondi per la riapertura del teatro, ma senza successo. Tale fallimento fu a causa del noto imprenditore Tiziano Flowers, poili-investitore Italo americano.